# Мирзоян, Микаэл
Микаэл Мирзоян (арм. Միքայել Միրզոյան; 6 февраля 2001 года, Ереван) — армянский футболист, полузащитник клуба «Урарту».

## Клубная карьера
Воспитанник академии «Урарту». В 2019 году присоединился к возрождённому ЦСКА. Дебютировал 8 августа в первой игре клуба в Первой лиге против «Локомотива», выйдя в стартовом составе. Первым результативным действием отметился в следующем матче, отдав пас на гол Жирайра Шагояна в ворота «Арарат-2». Первый гол забил 6 октября в ворота «Ани». Сезон 2019/20 ЦСКА закончил на четвёртом месте, а уже в следующем боролся за победу в лиге: клуб одержал 14 побед подряд в начале и 7 в конце, что позволило получить повышение в Премьер-лигу. В высшем дивизионе Мирзоян дебютировал 30 июля 2021 года в первой игре сезона с «Пюником», выведя команду на поле в качестве капитана. В следующем матче против «Арарат-Армении» отметился первыми результативными действиями в Премьер-лиге, забив гол и отдав голевую передачу на Греника Петросяна. ЦСКА проиграл 8 первых игр и закончил сезон на 9-м месте; тот же результат команда показала и в следующем. За 4 года Мирзоян провёл за ЦСКА 121 матч (рекорд в новейшей истории клуба) и забил 11 голов.
23 июня 2023 года на правах свободного агента перешёл в свой первый клуб. Дебютировал 27 июля в первой игре второго квалификационного раунда Лиги конференций с «Фарулом», заменив на 79-й минуте Нарека Григоряна. В чемпионате дебютировал спустя три дня в матче против своей прошлой команды, выйдя в старте. Первый гол забил 15 сентября в ворота «Алашкерта». С клубом дошёл до финала Кубка Армении, где открыл счёт на 31-й минуте, однако в серии пенальти «Урарту» проиграл «Арарат-Армении». По итогам сезона «Гордые орлы» заняли четвёртое место и вновь получили путёвку в Лигу конференций. В первом квалификационном раунде армяне встретились с таллинским «Калевом». 18 июля во втором матче Мирзоян отметился первыми голами в еврокубках, оформив дубль и принеся своей команде победу. В следующем раунде «Урарту» попал в пару к остравскому «Банику», которому разгромно уступил по сумме двух матчей (1:7). Единственный гол ереванцев забил Геворг Тарахчян, пас на которого отдал Микаэл.

## Карьера в сборной
Единственный матч за сборную до 17 лет провёл 16 октября 2017 года в рамках квалификации к Евро 2018 против сборной Турции, заменив на 67-й минуте Греника Петросяна.
За сборную до 19 лет дебютировал 21 августа 2019 года в товарищеском матче против сборной Ливана, выйдя в стартовом составе. Единственный гол забил спустя два дня в ворота того же соперника. В составе сборной участвовал в квалификации к Евро 2020.
За молодёжную сборную дебютировал 26 марта 2021 года в товарищеском матче против сборной Беларуси, выйдя в старте. В составе сборной участвовал в квалификации к Евро 2023, сыграв во всех матчах группы. Первым голом за сборную отметился 2 сентября в игре со сборной Фарерских островов, реализовав пенальти.

## Достижения
«Урарту»
- Финалист Кубка Армении: 2024